# Iwan Groźny (rzeźba Marka Antokolskiego)
Iwan Groźny (ros. Иван Грозный) – rzeźba z brązu autorstwa rosyjskiego rzeźbiarza Marka Antokolskiego wykonana w 1871 roku, znajdująca się w zbiorach Państwowego Muzeum Rosyjskiego w Petersburgu.

## Opis
Mark Antokolski wyrzeźbił jedno ze swoich najbardziej znaczących dzieł na początku lat siedemdziesiątych XIX wieku. Rzeźba ta stanowiła szczyt twórczości artysty i przyniosła mu sławę. Poprzez postać cara Rosji Iwana IV Groźnego rzeźbiarz dążył do uchwycenia istoty tych tragicznych konfliktów, które charakteryzowały trudne i ciężkie czasy rosyjskiego władcy. Innowacja tego przedstawienia i żywy realizm wynikają z faktu, że główny nacisk położył na psychologiczne cechy tego „tyrana i męczennika”. 
Car ubrany w strój zakonny i z otwartą księgą na prawym kolanie, pogrążony jest w myślach. Jego prawa ręka wgryzającą się w poręcz tronu, różaniec zaciśnięty w pięść, nabrzmiałe żyły, uniesione ramiona – wydaje się, że za chwilę wybuchnie gniewem. Jednak żałośnie opuszczona głowa i łokieć bezradnie zsuwający się z futra, sugerują że jest zmęczony, cierpiący i być może skruszony brzemieniem popełnionych przez siebie okrucieństw. Ta zamknięta kompozycja i jej asymetryczne elementy pokazują jego skupienie i wewnętrzną walkę z samym sobą. 
Za tę rzeźbę Antokolski otrzymał tytuł akademika w 1871 roku. Dzieło wywarło duże wrażenie na cesarzu Aleksandrze II, który zamówił brązową wersję tego posągu. W 1872 roku została pokazana na Międzynarodowej Wystawie w Londynie. „Iwan Groźny” był pierwszym dziełem Antokolskiego, który został zakupiony do kolekcji zagranicznego muzeum.

## Inne wersje
Istnieją inne wersje tej rzeźby, między innymi w Kensington Museum w Londynie (gips) i Galerii Trietiakowskiej w Moskwie (marmur).